# Парламентські вибори у Ліхтенштейні 1974
Парламентські вибори у Ліхтенштейні проходили 1 і 3 лютого 1974 року. На той час Ландтаг включав 15 місць, які представляли 2 виборчих округи: 9 із Оберланду і 6 — із Унтерланду.

## Результати
За результатами виборів перемогу здобула Прогресивна громадянська партія, яка отримала у ландтазі 8 місць. Явка виборців склала 95,3%. У виборах могли брати участь лише чоловіки, які досягли 20 років і проживали в країні не менше 1 місяця перед виборами. На першому засіданні 27 березня 1974 року Ландтаг обрав Вальтера Кібера главою уряду. Вибори 1974 року стали останніми для Християнсько-соціальної партії Ліхтенштейну.
| Партія                       | Партія                          | Голосів | %     | Місць | +/-  |
| ---------------------------- | ------------------------------- | ------- | ----- | ----- | ---- |
|                              | Прогресивна громадянська партія | 12 819  | 48,78 | 8     | +1 ▲ |
|                              | Патріотичний союз               | 12 756  | 48,53 | 7     | -1 ▼ |
|                              | Християнсько-соціальна партія   | 705     | 2,69  | 0     | 0    |
| Недійсних/порожніх бюлетенів | Недійсних/порожніх бюлетенів    | 34      | —     | —     | —    |
| Усього                       | Усього                          | 4 320   | 100   | 15    | 0    |

* Кожен виборець має стільки голосів, скільки місць у парламенті, тому загальна 
кількість голосів, відданих за різні партії, більше, ніж кількість виборців.